# 圣让德莫里耶讷
圣让德莫里耶讷（法語：Saint-Jean-de-Maurienne，法語發音：[sɛ̃ ʒɑ̃ də mɔʁjɛn] ⓘ），法国东南部城市，奥弗涅-罗讷-阿尔卑斯大区萨瓦省的一个市镇，同时也是该省的一个副省会，下辖圣让德莫里耶讷区，其市镇面积为11.51平方公里，2022年1月1日时人口数量为7,524人，在法国城市中排名第1,368位。
圣让德莫里耶讷位于萨瓦省南部，阿尔克河谷中，是一个区域性的中心城市，因当地纪念施洗约翰的大教堂而闻名，近现代则因铝矿开发和旅游业而兴起。

## 地名来源
“圣让”一名来源于基督教人物施洗约翰；“莫里耶讷”是其附近区域的名称。

## 历史

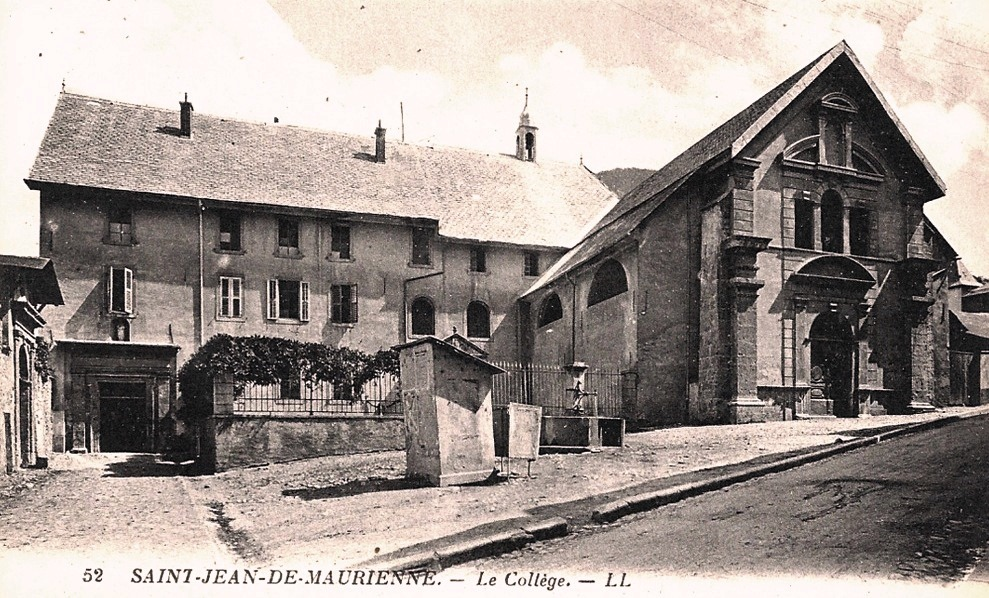
19世纪末圣让德莫里耶讷的一处教会

圣让德莫里耶讷最初于公元6世纪左右被提及，彼时，一条沿阿尔克河谷延伸的道路由此通过，当地出现了一处为纪念施洗约翰而修建的教堂，相传施洗约翰的三根手指曾被女圣人德克拉托运并安葬于此，作为圣镯。勃艮第国王贡特朗曾在此与伦巴第军队展开斗争，战争结束后，贡特朗曾在当地的教堂内祭拜施洗约翰。1184年，教宗路爵三世在此设立莫里耶讷主教，圣让德莫里耶讷长期为萨瓦公国的一处伯爵首府。法国大革命后，圣让德莫里耶讷成为萨瓦省的一个市镇。1815年，拿破仑在滑铁卢遭遇战败，根据同年签订的《巴黎条约》，圣让德布里耶讷及所在的萨瓦被划入萨丁王国。1860年，为取得拿破仑三世的支持，根据《都灵条约》，萨瓦重归法国。工业革命期间，连接法国和意大利之间的屈洛兹－莫达讷铁路建成通车，圣让德莫里耶讷成为该铁路线上的重要一站。当地企业家约瑟夫·奥皮内尔曾在此创建刃具作坊，为当地带来了一定数量的就业岗位。20世纪初，圣让德莫里耶讷因铝矿开采而闻名，并由此吸引了大批外来人口。20世纪末，圣让德莫里耶讷逐渐转型成为一座旅游城市，其附近山区开辟了多处滑雪场。

## 地理

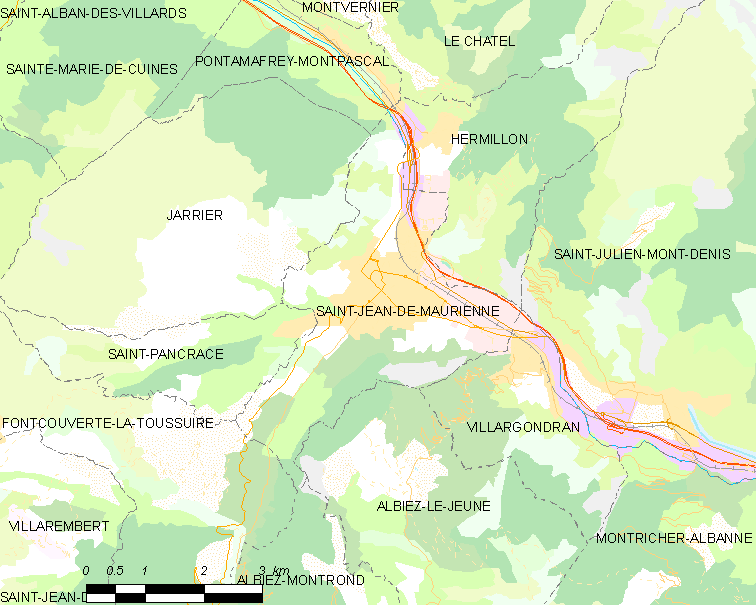
圣让德莫里耶讷市镇范围地图

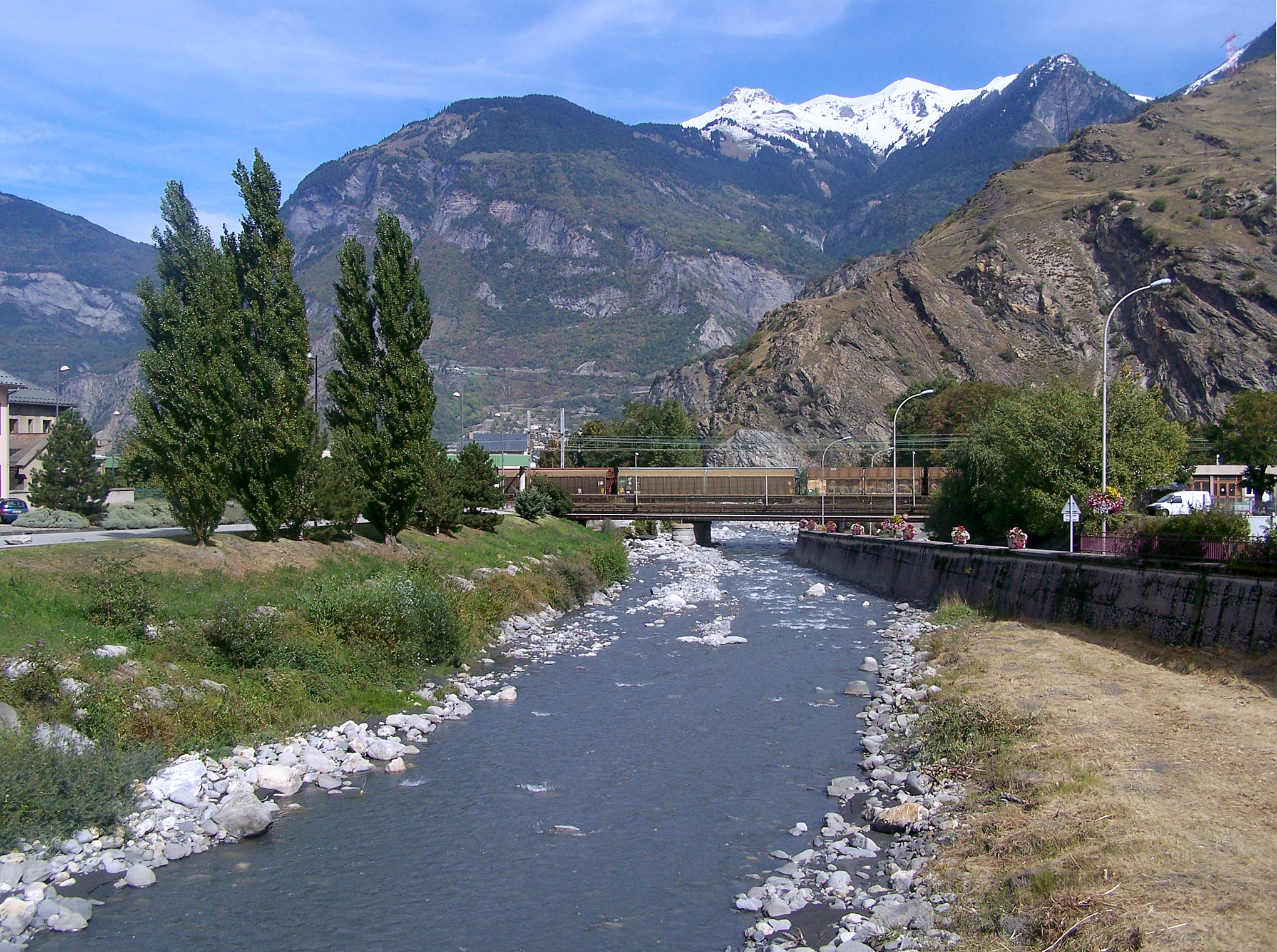
阿尔旺河圣让德莫里耶讷段

圣让德莫里耶讷位于法国南部，奥弗涅-罗讷-阿尔卑斯大区东部和萨瓦省东南部，距离省会尚贝里大约74公里，其附近区域被称为“莫里耶讷”。与圣让德莫里耶讷接壤的市镇包括：雅里耶、圣庞克拉斯。

### 地形
圣让德莫里耶讷位于阿尔克河谷中游的一处较为宽敞的冲积平原上，南北两侧为高耸的山脉，市镇中心则地势较为平坦，全境海拔在489到1,200米之间。

### 水文
阿尔克河自东南向西北流经境内，其左岸支流阿尔旺河在此与其交汇。属于罗讷河水系。

### 植被
圣让德莫里耶讷属于温带阔叶混交林区，因海拔较高，部分区域有针叶林分布。瓦努瓦斯公园（Parc de la Vanoise）是当地市中心主要的城市绿地，林地则广泛分布于市区周边的山地地区。
在鲜花城市的评比中，圣让德莫里耶讷被评为3星级鲜花城市。

### 气候
圣让德莫里耶讷在柯本气候分类法中属于带有温带海洋性气候特征的山地气候。
圣让德莫里耶讷境内设有气象站，以下为该气象站的数据（其中日照数据取自尚贝里）：
| 圣让德莫里耶讷1981年－2019年 | 圣让德莫里耶讷1981年－2019年 | 圣让德莫里耶讷1981年－2019年 | 圣让德莫里耶讷1981年－2019年 | 圣让德莫里耶讷1981年－2019年 | 圣让德莫里耶讷1981年－2019年 | 圣让德莫里耶讷1981年－2019年 | 圣让德莫里耶讷1981年－2019年 | 圣让德莫里耶讷1981年－2019年 | 圣让德莫里耶讷1981年－2019年 | 圣让德莫里耶讷1981年－2019年 | 圣让德莫里耶讷1981年－2019年 | 圣让德莫里耶讷1981年－2019年 | 圣让德莫里耶讷1981年－2019年 |
| 月份                         | 1月                          | 2月                          | 3月                          | 4月                          | 5月                          | 6月                          | 7月                          | 8月                          | 9月                          | 10月                         | 11月                         | 12月                         | 全年                         |
| ---------------------------- | ---------------------------- | ---------------------------- | ---------------------------- | ---------------------------- | ---------------------------- | ---------------------------- | ---------------------------- | ---------------------------- | ---------------------------- | ---------------------------- | ---------------------------- | ---------------------------- | ---------------------------- |
| 历史最高温 °C（°F）          | 19.1 (66.4)                  | 22.2 (72.0)                  | 25.8 (78.4)                  | 30 (86)                      | 33.2 (91.8)                  | 37 (99)                      | 39.5 (103.1)                 | 39 (102)                     | 32.1 (89.8)                  | 29.9 (85.8)                  | 23.9 (75.0)                  | 21.1 (70.0)                  | 39.5 (103.1)                 |
| 平均高温 °C（°F）            | 5.2 (41.4)                   | 7.7 (45.9)                   | 12.8 (55.0)                  | 16.5 (61.7)                  | 20.9 (69.6)                  | 23.9 (75.0)                  | 26.7 (80.1)                  | 26.1 (79.0)                  | 21.4 (70.5)                  | 16.5 (61.7)                  | 9.7 (49.5)                   | 5.6 (42.1)                   | 16.1 (61.0)                  |
| 日均气温 °C（°F）            | 1.4 (34.5)                   | 3.2 (37.8)                   | 7.4 (45.3)                   | 10.8 (51.4)                  | 15.1 (59.2)                  | 18 (64)                      | 20.5 (68.9)                  | 20 (68)                      | 15.9 (60.6)                  | 11.6 (52.9)                  | 5.7 (42.3)                   | 2 (36)                       | 11 (52)                      |
| 平均低温 °C（°F）            | −2.5 (27.5)                  | −1.3 (29.7)                  | 2 (36)                       | 5.1 (41.2)                   | 9.3 (48.7)                   | 12.1 (53.8)                  | 14.3 (57.7)                  | 13.9 (57.0)                  | 10.5 (50.9)                  | 6.7 (44.1)                   | 1.7 (35.1)                   | −1.6 (29.1)                  | 5.9 (42.6)                   |
| 历史最低温 °C（°F）          | −18.2 (−0.8)                 | −14.4 (6.1)                  | −10 (14)                     | −4.7 (23.5)                  | 0 (32)                       | 1.2 (34.2)                   | 6 (43)                       | 3.7 (38.7)                   | 1 (34)                       | −3.9 (25.0)                  | −9.3 (15.3)                  | −13.2 (8.2)                  | −18.2 (−0.8)                 |
| 平均降水量 mm（）            | 86.6 (3.41)                  | 82.3 (3.24)                  | 73.1 (2.88)                  | 65 (2.6)                     | 72.3 (2.85)                  | 70.9 (2.79)                  | 60.1 (2.37)                  | 73.1 (2.88)                  | 64.7 (2.55)                  | 76.4 (3.01)                  | 81 (3.2)                     | 83 (3.3)                     | 888.5 (34.98)                |
| 月均日照時數                 | 77.7                         | 104.4                        | 156.7                        | 172.8                        | 202.5                        | 234                          | 260.1                        | 232.5                        | 176.3                        | 121.4                        | 71.2                         | 60.6                         | 1,870.2                      |
| 来源：infoclimat.fr          |                              |                              |                              |                              |                              |                              |                              |                              |                              |                              |                              |                              |                              |

## 行政区划
圣让德莫里耶讷是法国奥弗涅-罗讷-阿尔卑斯大区萨瓦省的一个市镇，编号为73248，它也是萨瓦省的一个副省会。圣让德莫里耶讷下辖圣让德莫里耶讷区，隶属于萨瓦省第三选区，管理圣让德莫里耶讷县，同时也是莫里耶讷-阿尔旺市镇公共社区的办公驻地。
法国国家统计与经济研究所（简称）在进行数据统计时，将圣让德莫里耶讷及相邻的另外3个市镇设为圣让德莫里耶讷城市核心区，并将包括核心区在内的周边共8个市镇划为圣让德莫里耶讷城市区。自2020年起，圣让德莫里耶讷城市区被包含26个市镇的圣让德莫里耶讷城市辐射区代替。此外，还将圣让德莫里耶讷市镇分为了4个“块区”（IRIS），以便于统计人口分布情况。

## 交通

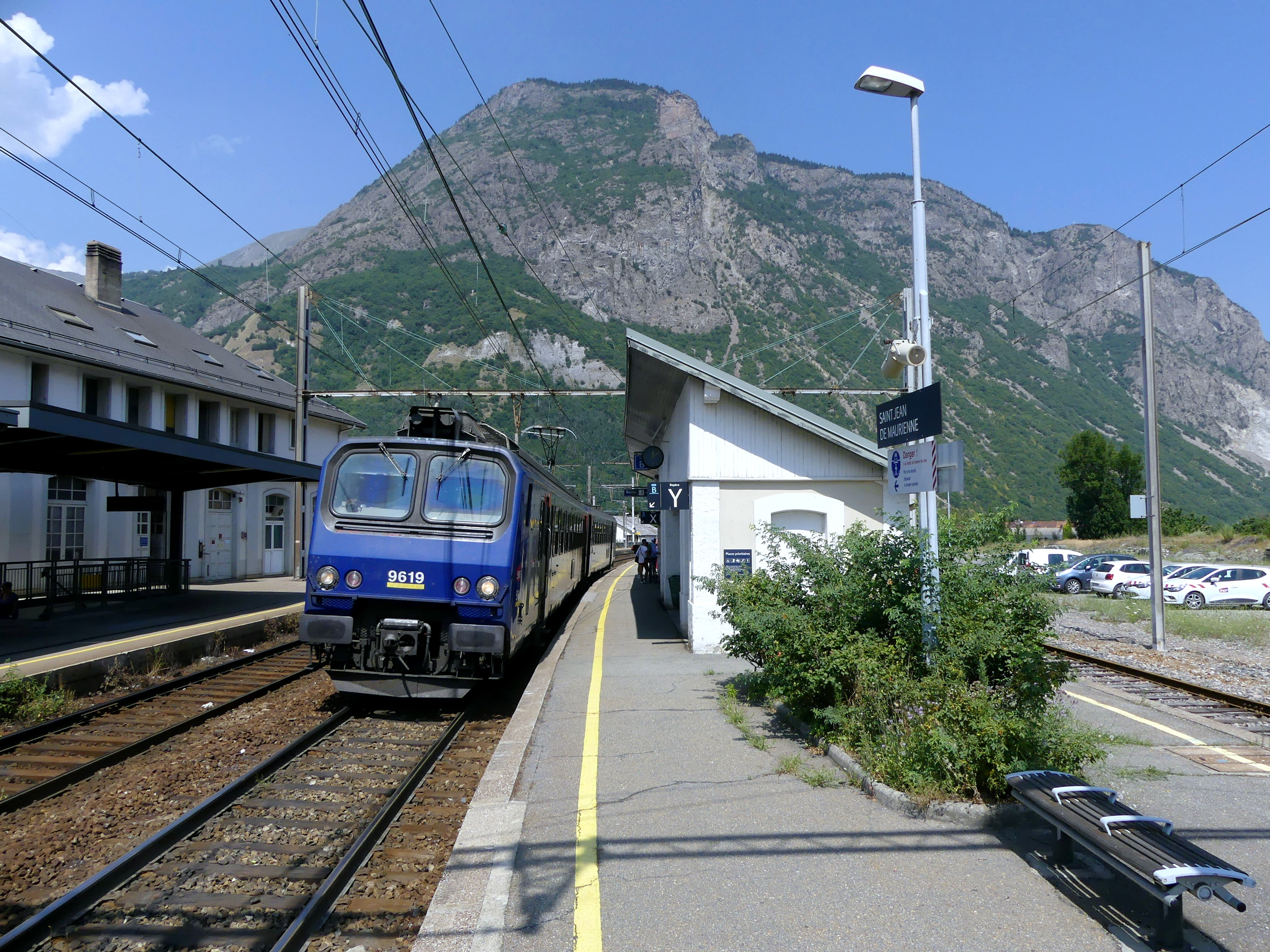
圣让德莫里耶讷火车站站台

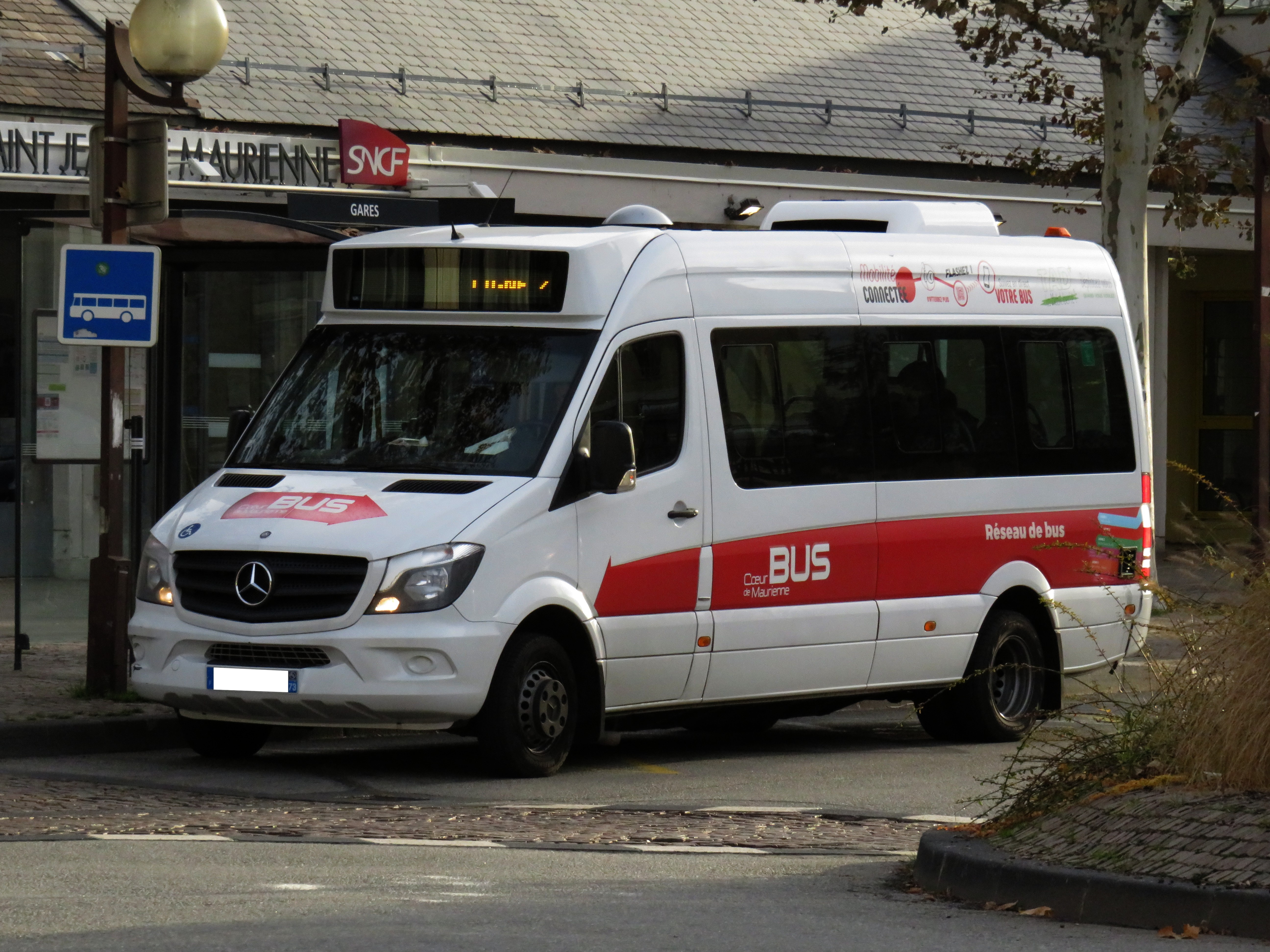
圣让德莫里耶讷公交

### 公路
法国A43高速公路和多条萨瓦省省道在圣让德莫里耶讷境内交汇，奥弗涅-罗讷-阿尔卑斯大区下属的萨瓦省城际客运提供冬季假期巴士线路，可前往周边部分市镇及滑雪场。
2017年，65.1%的圣让德莫里耶讷家庭拥有至少一辆私人汽车。2019年，圣让德莫里耶讷境内共发生各类交通事故4起，造成7人受伤。

### 铁路
圣让德莫里耶讷位于屈洛兹－莫达讷铁路上。圣让德莫里耶讷站位于市区中部，停靠往返于尚贝里和莫达讷一线的区域列车，冬季则加开滑雪专列，可前往巴黎及法国北部多个城市。

### 航空
距离圣让德莫里耶讷最近的民用航空站为里昂圣埃克絮佩里机场，距离圣让德莫里耶讷市中心的公路里程约160公里。

### 城市公共交通
圣让德莫里耶讷城市公共交通（商业名称为）是当地的城市公共交通系统。截至2021年7月，该系统共包括6条常规公交线路、1条集市专线和1条定制公交线路，路网覆盖了圣让德莫里耶讷市区内的主要街道和居民区。

## 政治

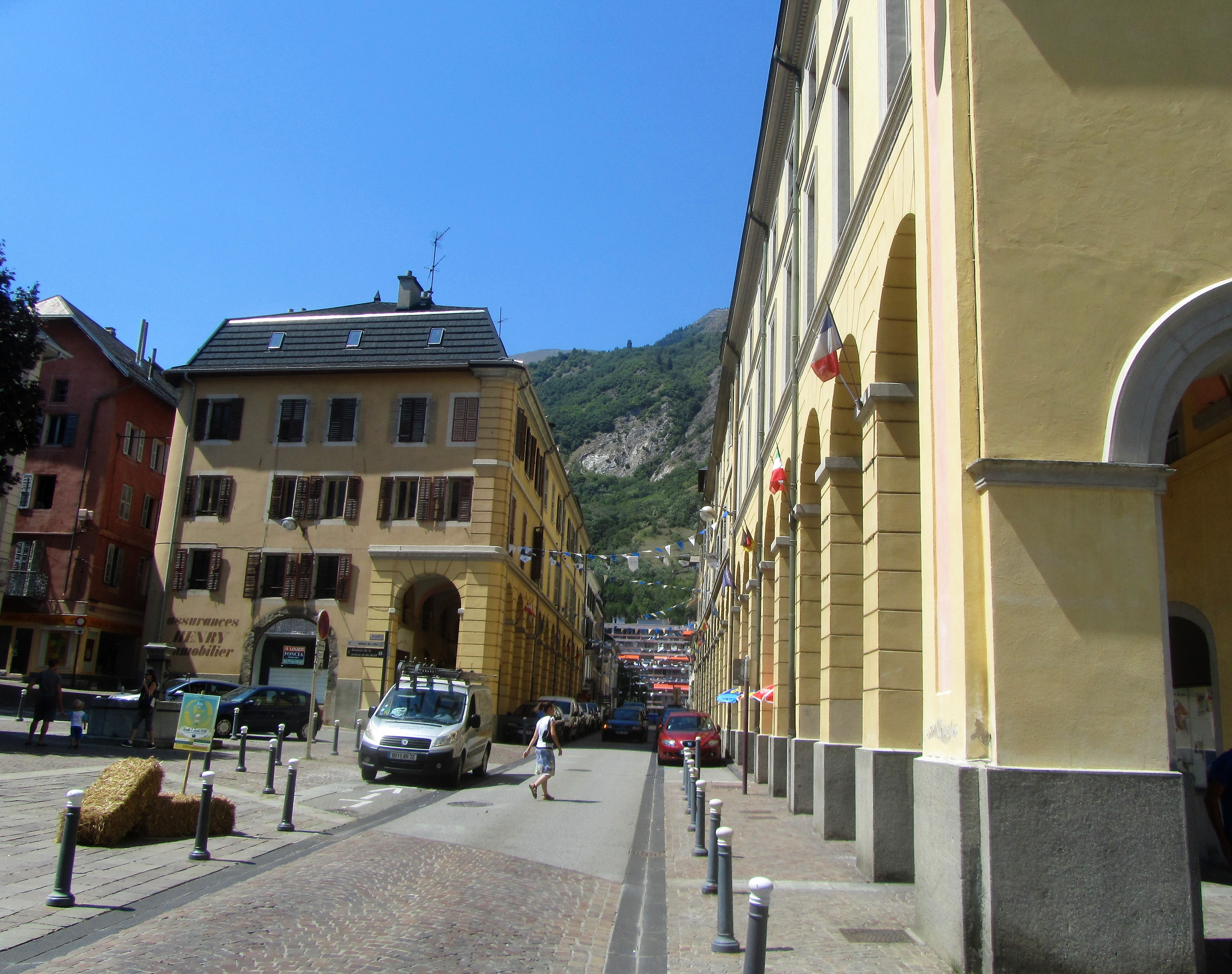
圣让德莫里耶讷市政厅及前方的广场

圣让德莫里耶讷的现任市长为菲利普·罗莱先生（Philippe Rollet），他是一名无党派人士，在2020年的市政选举中获得了56.46%的支持率。
在2017年的法国总统大选中，法国第25任总统埃马纽埃尔·马克龙在圣让德莫里耶讷获得了59.83%的支持率。
| 圣让德莫里耶讷历届市长 |                                           |                                                      |
| 任期                   | 市长                                      | 党派                                                 |
| 1945年－1953年         | Florimond Girard 弗洛里蒙·吉拉尔          | UNR新共和国联盟                                      |
| 1953年－1971年         | Samuel Pasquier 萨米埃尔·帕斯基耶         | UNR新共和国联盟                                      |
| 1971年－1977年         | Charles Gubian 夏尔·居比安                | UNR新共和国联盟                                      |
| 1977年－2008年         | Roland Merloz 罗朗·梅尔洛兹               | PS社会党                                             |
| 2008年－2020年         | Pierre-Marie Charvoz 皮埃尔-马里·沙尔沃兹 | UMP人民运动联盟 →UDI民主人士和独立人士联盟 →LREM复兴 |
| 2020年－               | Philippe Rollet 菲利普·罗莱               | 無黨籍                                               |

## 人口
2018年，圣让德莫里耶讷市镇人口数量为7,683，在法国排名第1,368位。其中男性3,606人，女性4,140人，75岁及以上人口占12.8%，外籍人口数量为1,665人，人口密度为668人/平方公里，当地居民被称为（男性）或（女性）。2019年，圣让德莫里耶讷境内出生55人，死亡人口85人。
| 年份   | 1936  | 1946  | 1954  | 1962  | 1968  | 1975  | 1982  | 1990  | 1999  | 2005  | 2010  | 2015  | 2018  |
| ------ | ----- | ----- | ----- | ----- | ----- | ----- | ----- | ----- | ----- | ----- | ----- | ----- | ----- |
| 人口數 | 5,201 | 5,886 | 6,676 | 7,404 | 8,685 | 9,746 | 9,639 | 9,439 | 8,902 | 8,731 | 8,242 | 7,809 | 7,683 |

## 经济

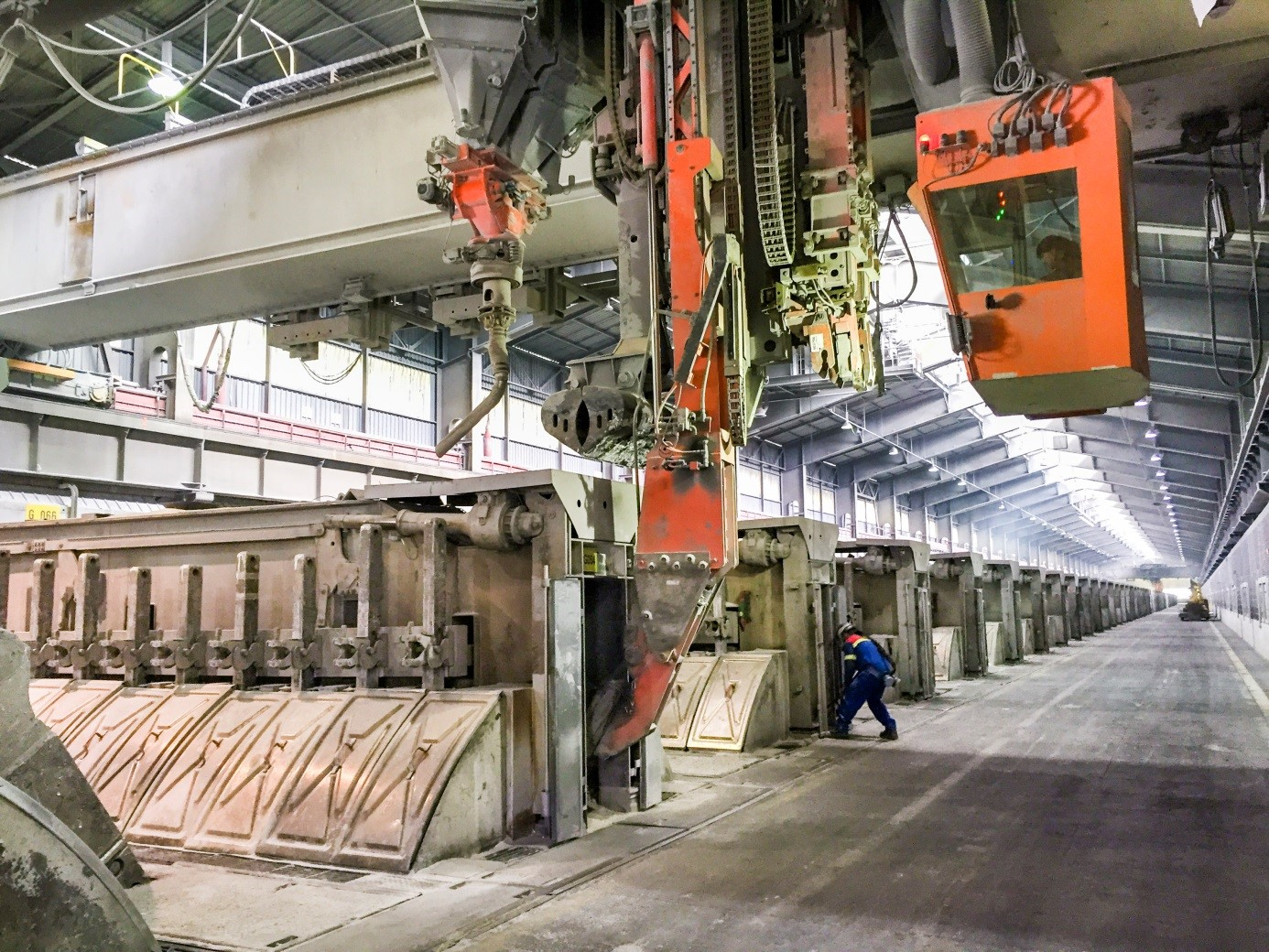
圣让德莫里耶讷铝厂加工车间

截止2021年7月，圣让德莫里耶讷共有各类用人单位1,283家，平均历史为20年，其中98.16%为中小型企业（PME）。（铝业）、（汽车销售）及（金属建材制造）是当地2019年营业额最高的三个企业，分别为311,678,012欧元、14,364,763欧元和13,385,536欧元。

## 财政收入
2019年，圣让德莫里耶讷的财政收入总额为11,424,700欧元，财政支出总额为9,524,070欧元，当年的债务总额为8,467,190欧元。2020年，圣让德莫里耶讷共获得162,267欧元的国家财政补助，比上一年减少了0.23%。
2017年，圣让德莫里耶讷的人均月收入总额为2,168欧元，其中高级职员为3,832欧元，低于法国平均水平（4,214欧元）；中级职员为2,419欧元，高于法国平均水平（2,353欧元）；普通职员为1,690欧元，与法国平均水平（1,690欧元）持平。
2017年，圣让德莫里耶讷境内的青壮年（15至64岁）失业率为11.6%，当地54.1%的家庭拥有纳税资格，平均纳税2,733欧元，低于法国平均水平（3,888欧元）。

## 社会事务

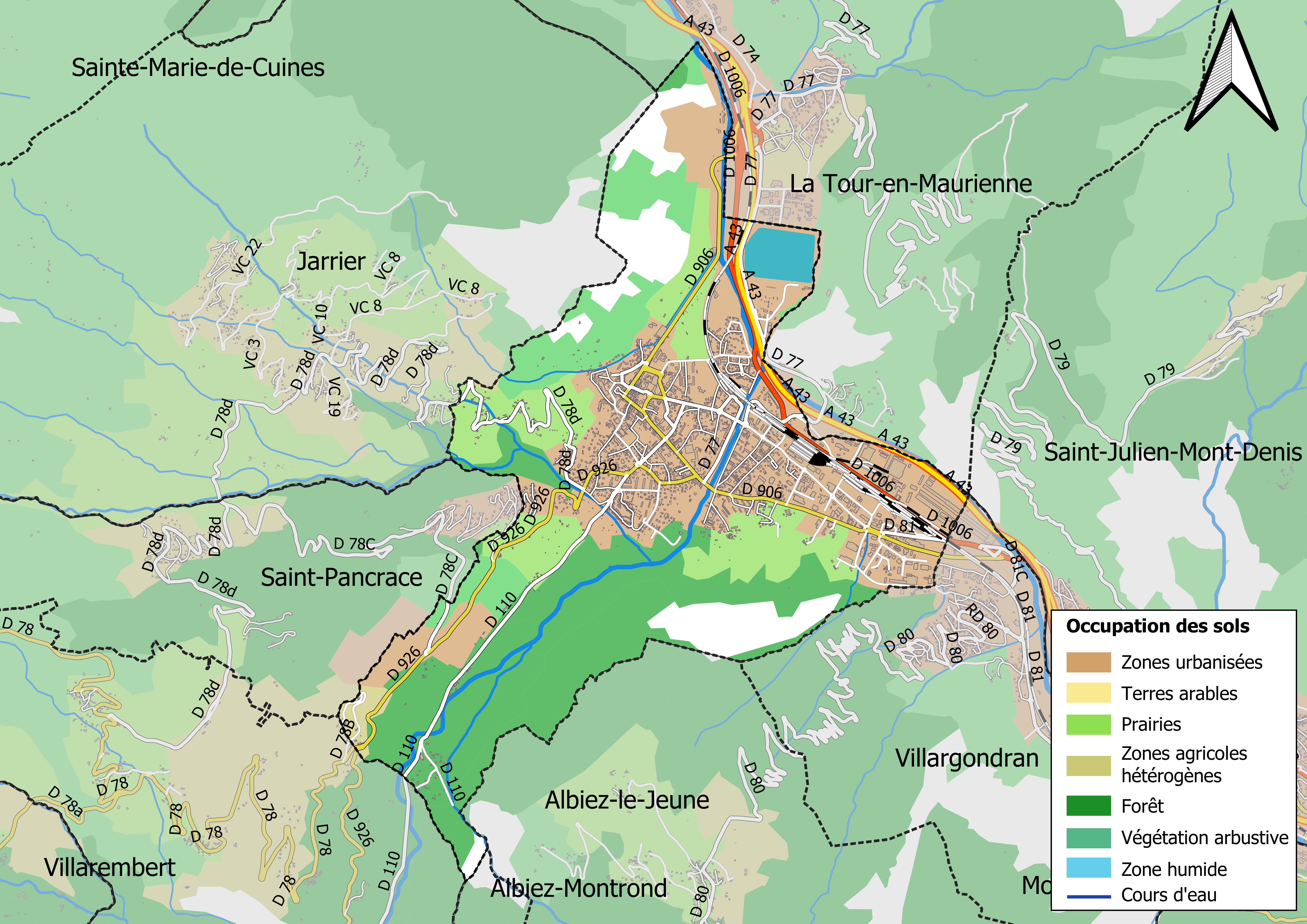
圣让德莫里耶讷土地利用情况地图

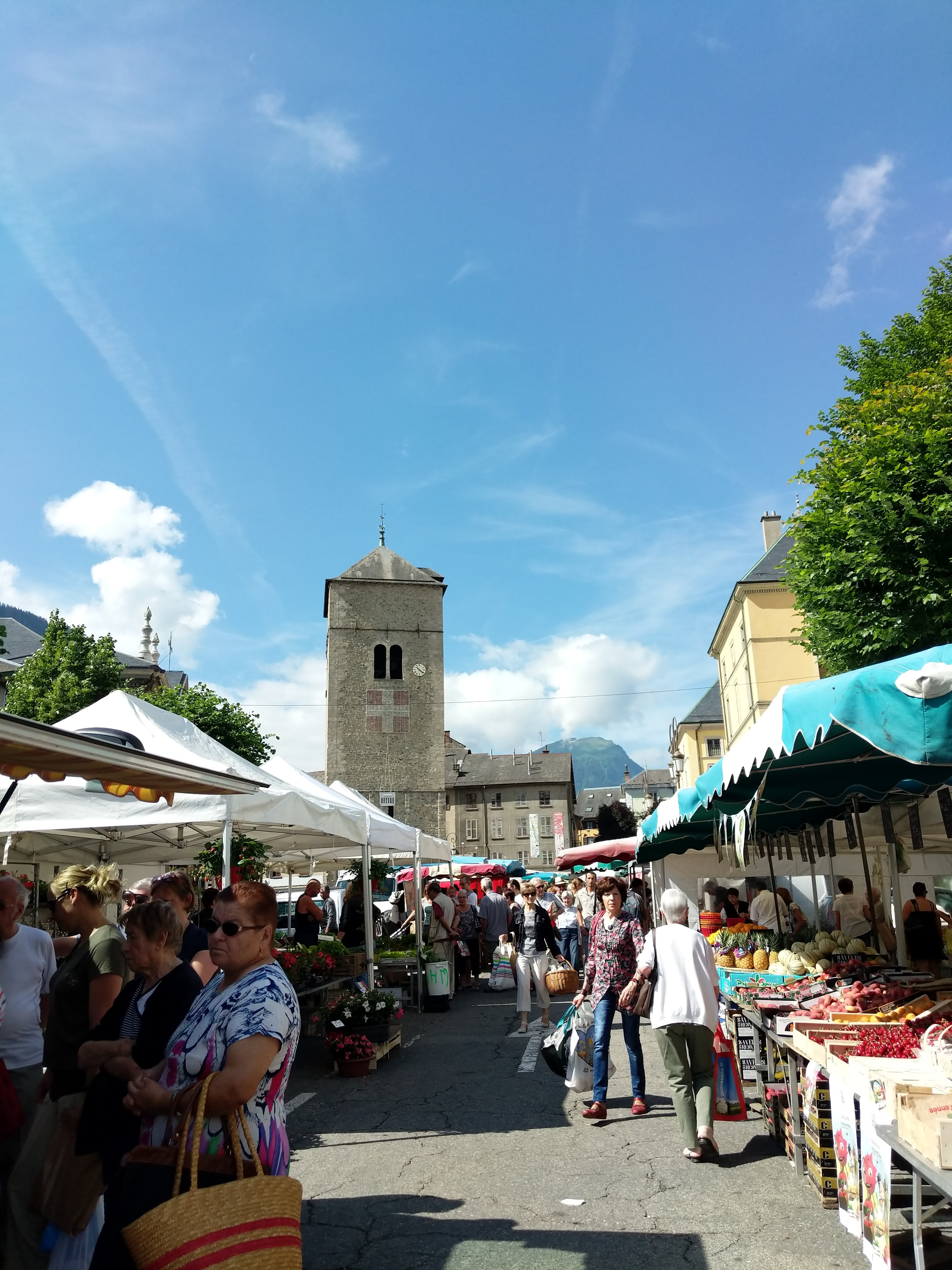
市中心集市

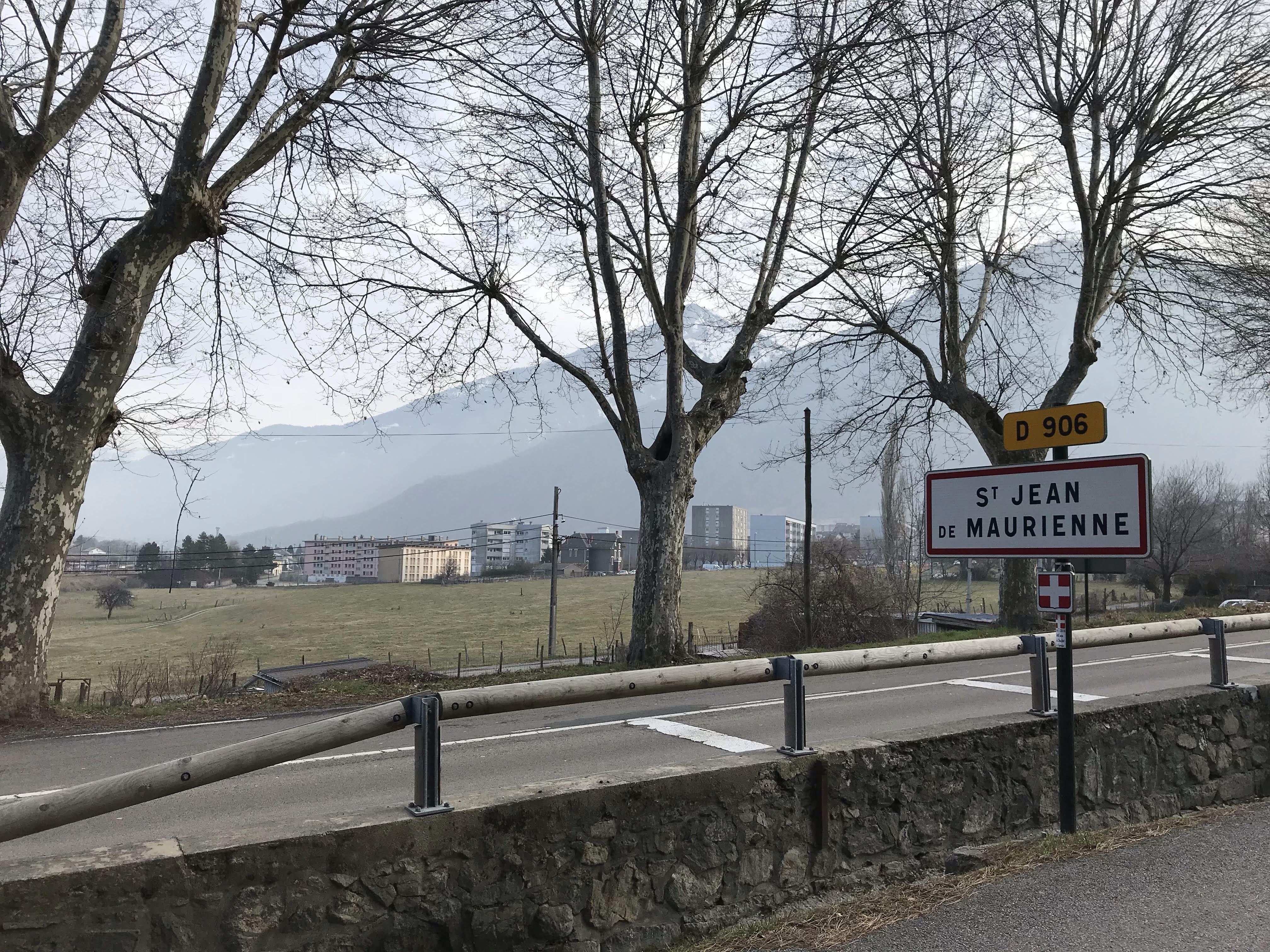
圣让德莫里耶讷入城路牌及后方的建筑

### 教育
圣让德莫里耶讷属于格勒诺布尔学区。截止2019年1月1日，圣让德莫里耶讷境内共有3所幼儿园、3所小学、1所初级中学和1所普通高中。2018至2019学年度，圣让德莫里耶讷境内共有在校中等教育阶段学生1,467名。

### 医疗
截止2019年1月1日，圣让德莫里耶讷境内共有全科医生11名、保健师15名、牙医8名、护士20名、眼科医生2名、助产士1名、儿科医生2名和妇科医生1名。境内共有药房6家、养老院2家、残疾人帮扶中心2家。
圣让德莫里耶讷中心医院（Centre Hospitalier de Saint-Jean-de-Maurienne）是法国的一个区域性医疗机构，其主病区位于圣让德莫里耶讷市区，设有床位218个，是当地规模最大的公立综合性医院。

### 住房
2017年，圣让德莫里耶讷境内共有各类住房4,605套，其中81.8%为独立式居民区，4.8%为集中式居民区。常住房屋占圣让德莫里耶讷市镇范围内居民建筑总量的19%。
在住房保障政策方面，2017年，圣让德莫里耶讷境内共有795户家庭获得了住房经济补助，受益人数占总人口数量的10.3%，其中782份为房租补助。

### 商业
2019年，圣让德莫里耶讷境内共有各类实体商铺276家，其中餐厅27家、大型超市5家、杂货店1家、面包房9家、肉铺6家、书店3家、装饰品店3家、银行门店11家、美容美发店20家、汽车维修店14家。市区东部建有开放式商业街区，有家乐福购物中心。

### 体育
2019年，圣让德莫里耶讷境内共有1家游泳池、2间体育馆、1座综合体育场、5处网球场、2处足球或橄榄球场以及2处篮球或排球场。
截至2021年7月，莫里耶讷运动员俱乐部（C.A. Maurienne）是当地唯一的注册足球俱乐部，2021至2022赛季参加奥弗涅-罗讷-阿尔卑斯大区足球联赛。

### 环境
圣让德莫里耶讷的环境事务由其所属的公共社区负责。2019年，圣让德莫里耶讷境内共有3家污染企业。

### 治安
2019年，圣让德莫里耶讷市镇范围内有1处宪兵队。
2014年，圣让德莫里耶讷及附近地区共发生各类案件1,673起，其中盗窃类案件1,013起，经济类案件154起，毒品交易类案件103起。

## 文化
2019年，圣让德莫里耶讷境内共有1家电影院和1家音乐厅。圣让德莫里耶讷市政府提供多媒体中心，向公众全年开放。

### 建筑
圣让德莫里耶讷境内有多处历史建筑，其中施洗约翰大教堂、圣母教堂（Église Notre-Dame）等为法国国家文物保护单位。

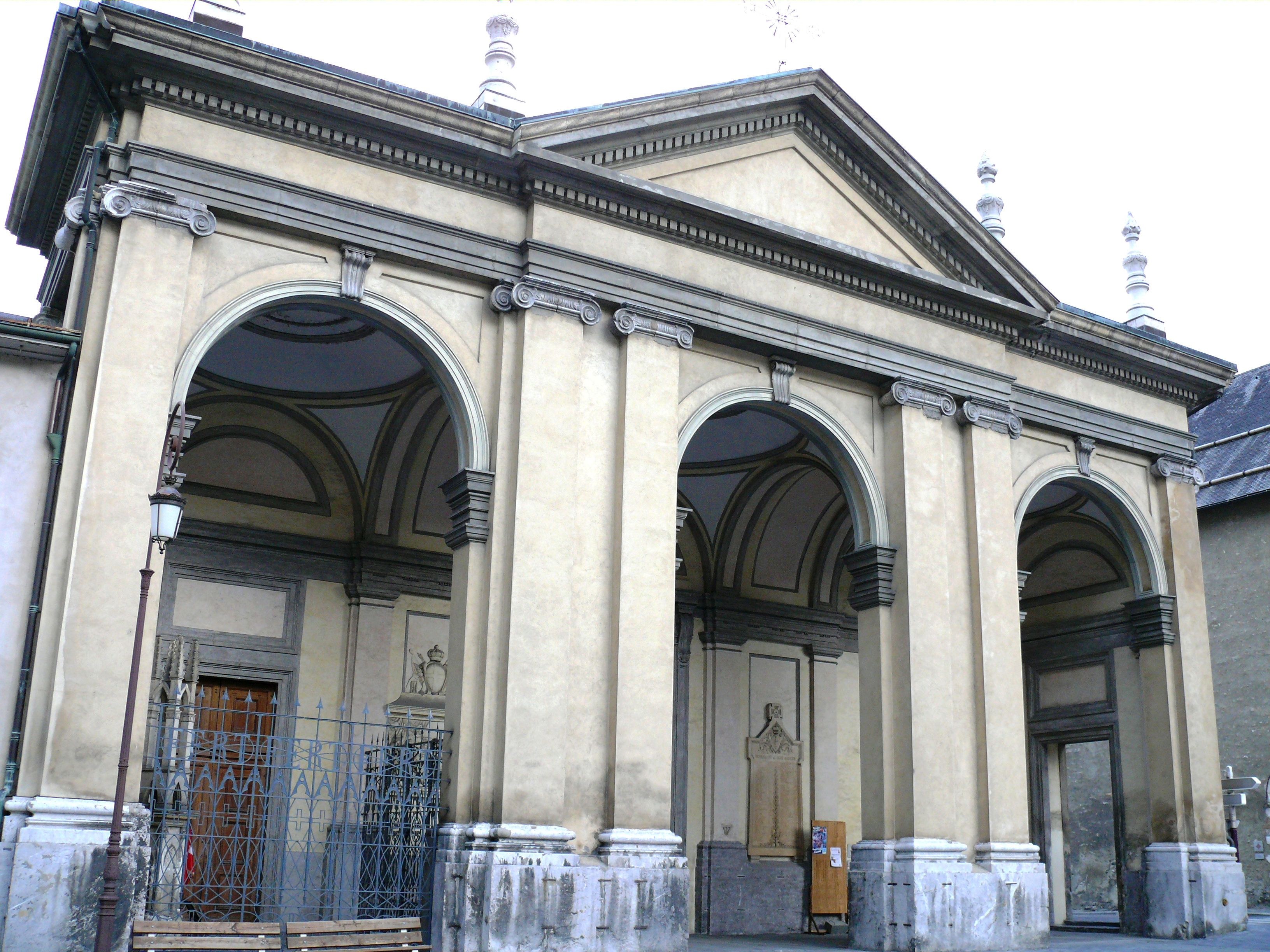
施洗约翰大教堂（法语：Cathédrale Saint-Jean-Baptiste de Saint-Jean-de-Maurienne）
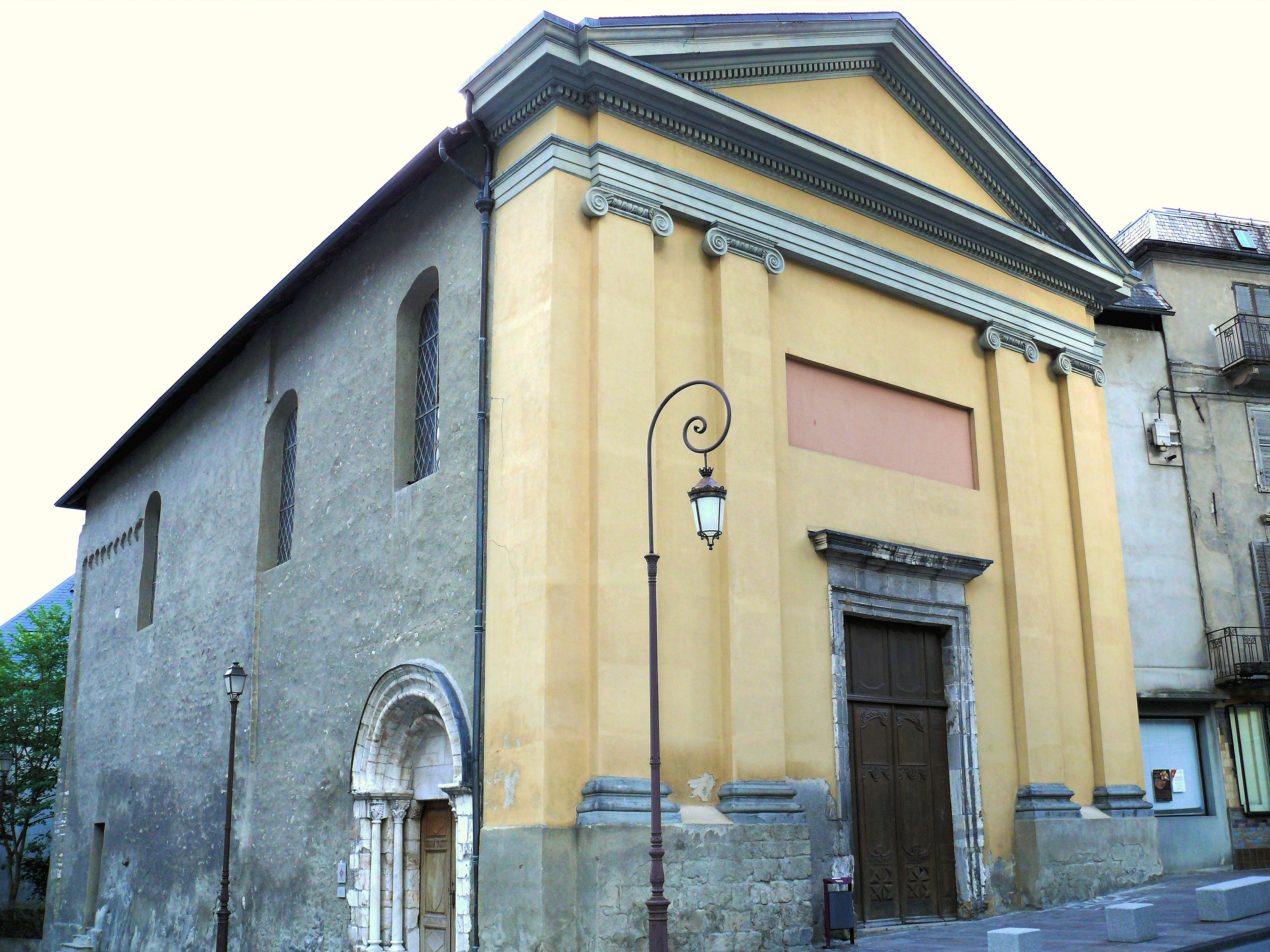
圣母教堂
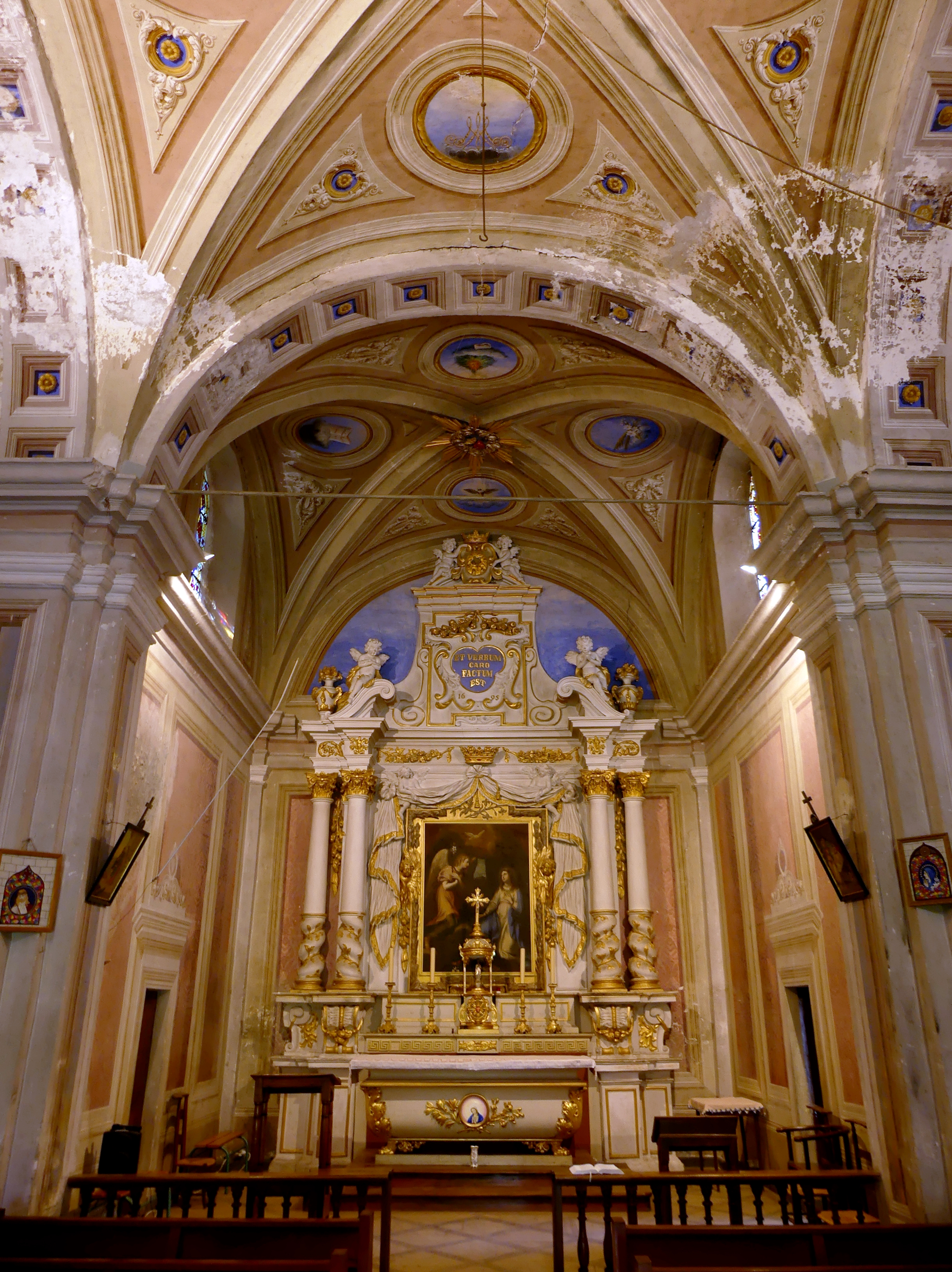
圣母教堂内部
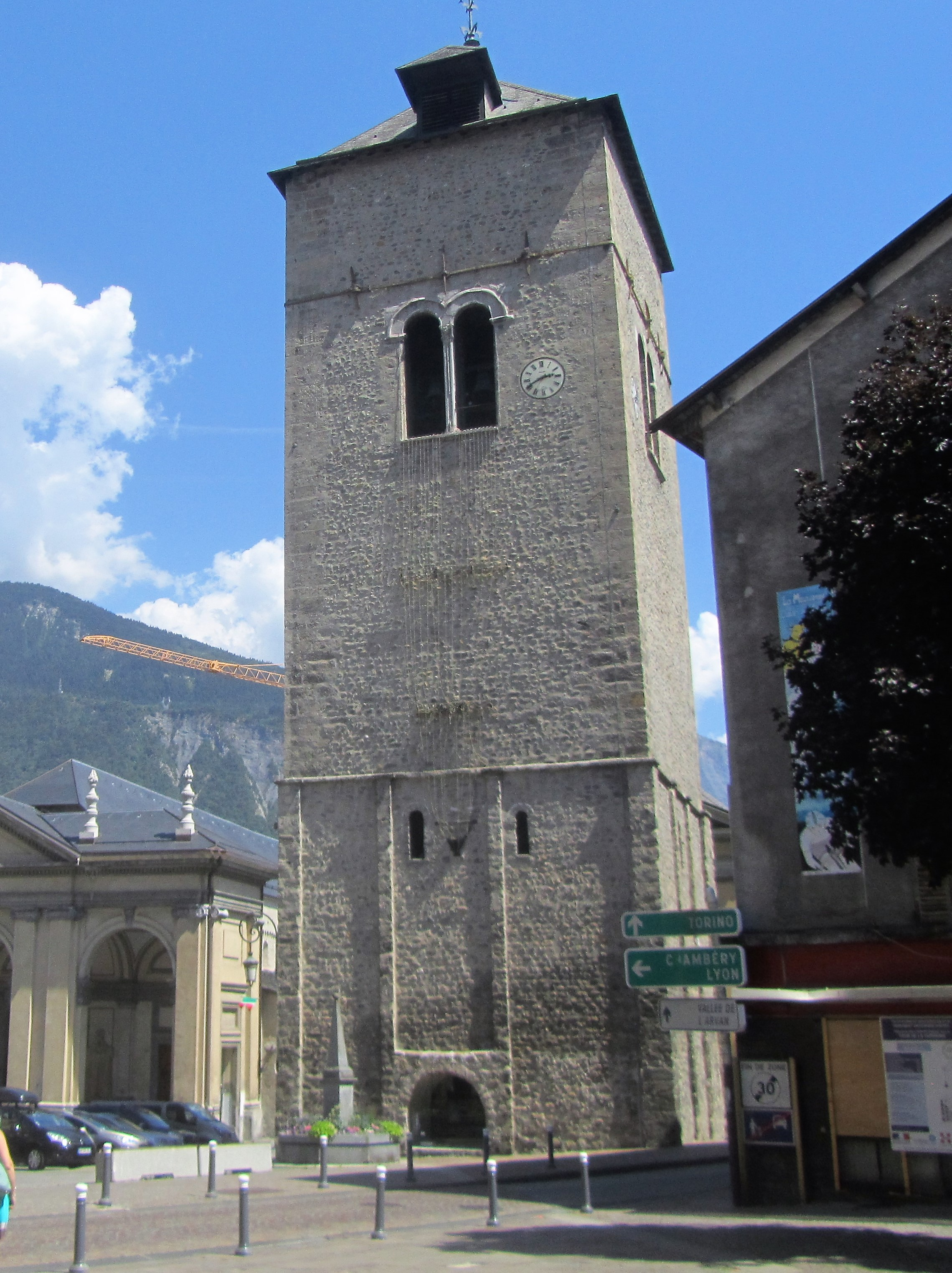
钟楼
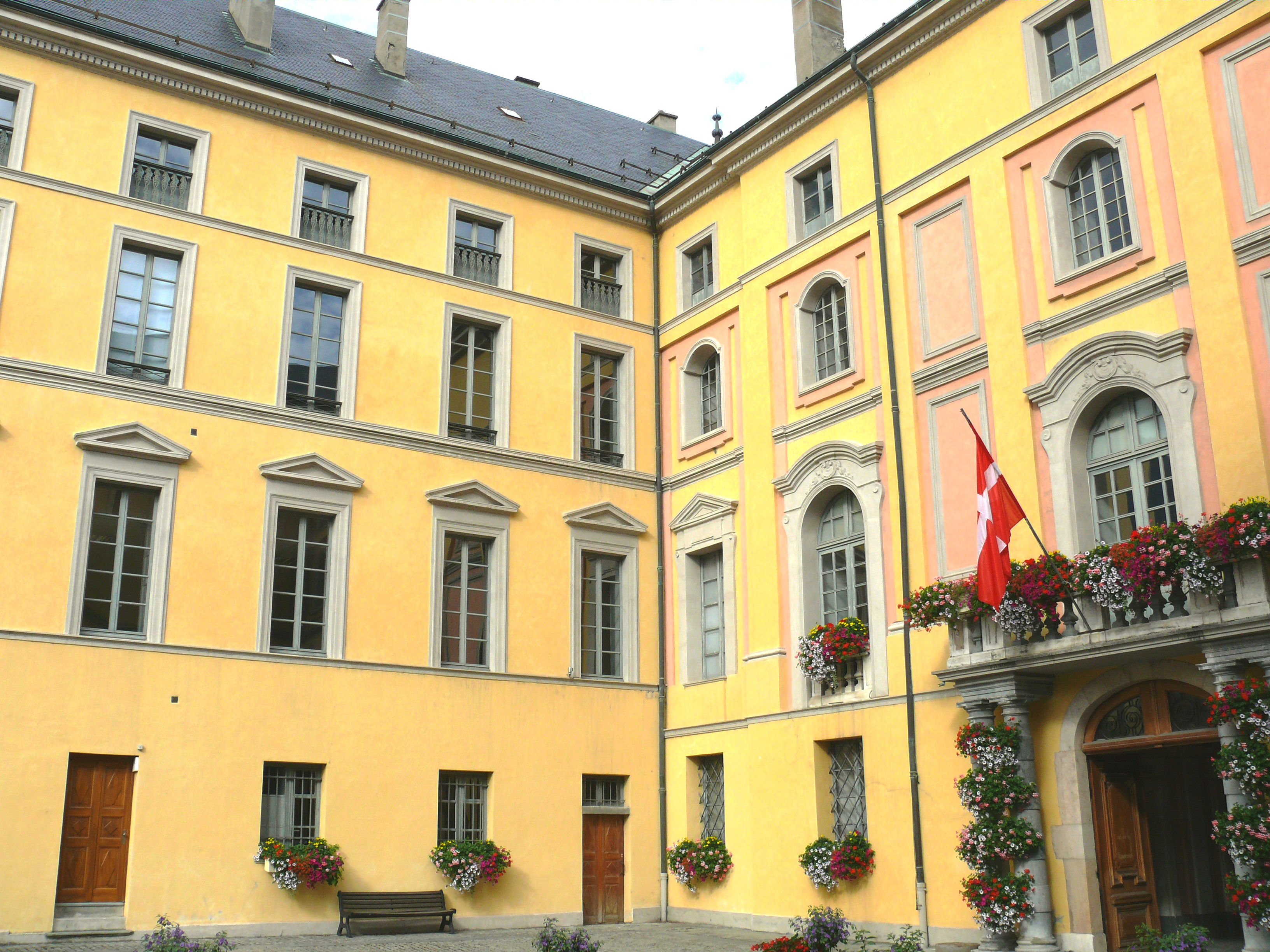
主教宫
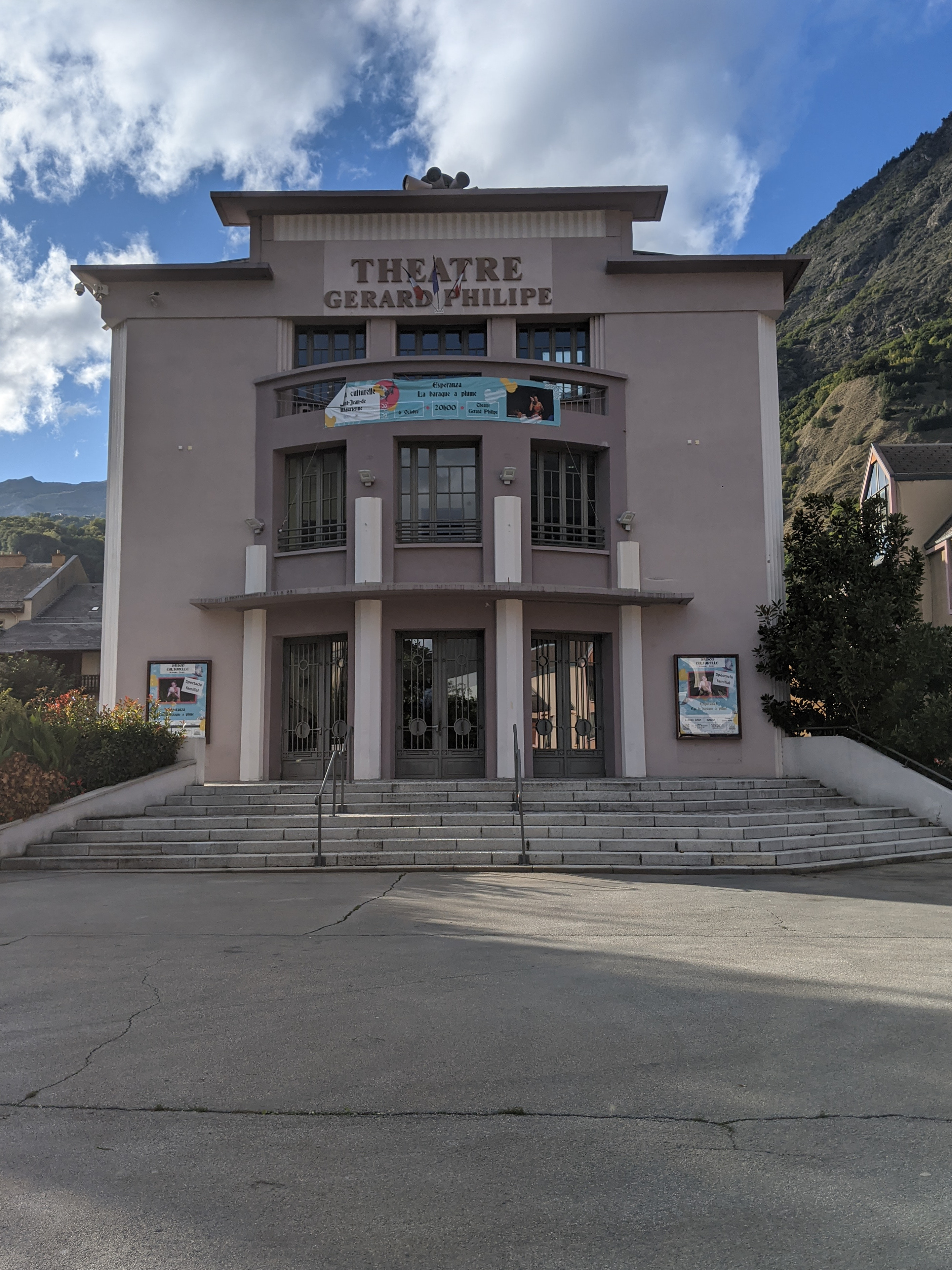
热拉尔·菲利普剧场
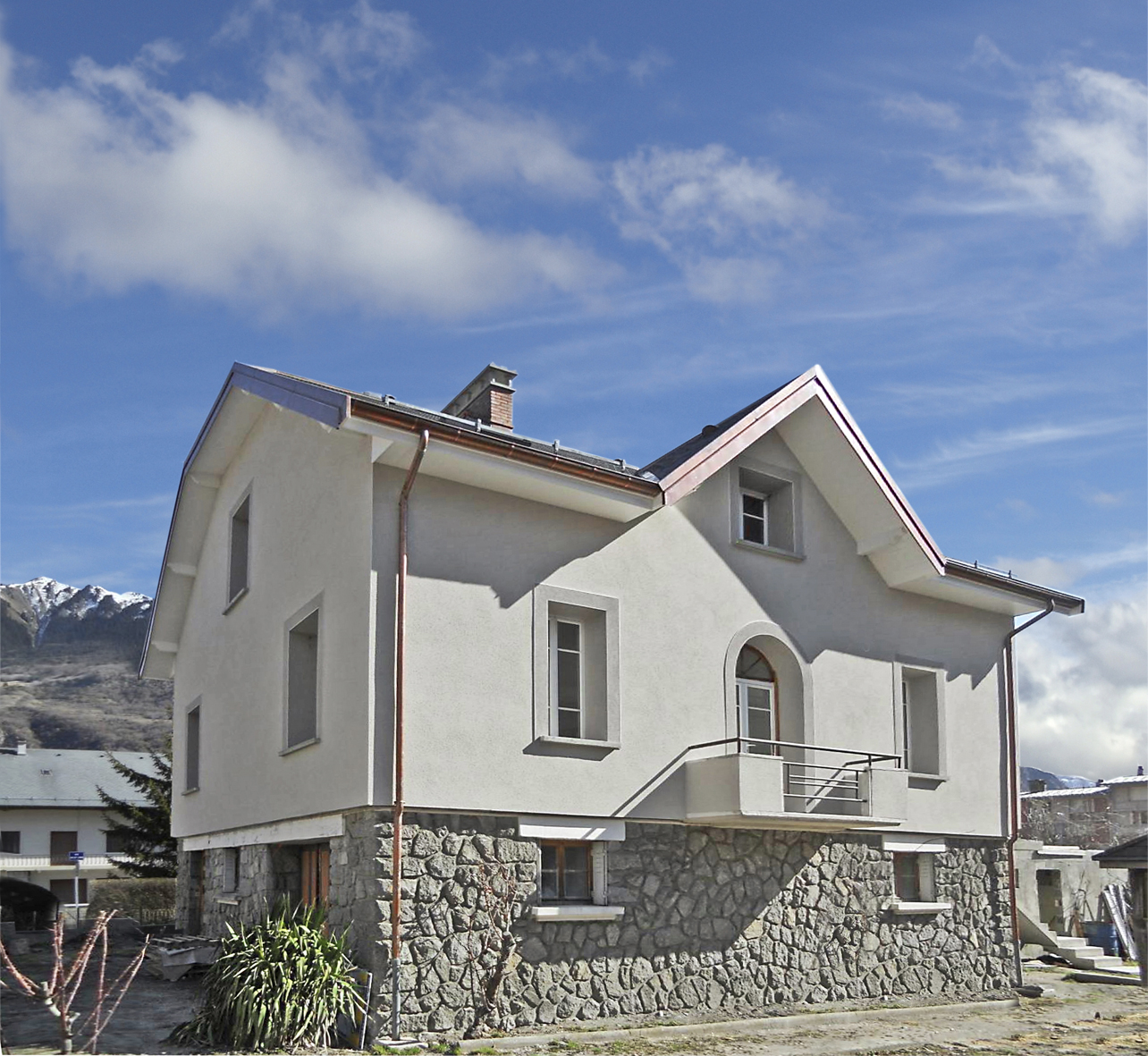
民居

### 旅游
圣让德莫里耶讷的旅游事务由其所属的公共社区负责。2020年，圣让德莫里耶讷境内共有5家酒店共计101间房间；另有1个露营地，可容纳共88辆露营车。

### 媒体
法国主要的媒体均可在圣让德莫里耶讷接收，法国电视三台下属的奥弗涅-罗讷-阿尔卑斯大区频道在部分时段播出圣让德莫里耶讷所属区域的地方新闻。

## 友好城市
截至2021年7月，圣让德莫里耶讷共与四座城市互为友好城市关系：
- 德国 巴特維爾東根
- 義大利 贾韦诺
- 泰萨利
- 多哥 Dzolo